# Kabinett Aznar I
Das Kabinett Aznar I war eine Regierung in Spanien, die am 6. Mai 1996 von Ministerpräsident José María Aznar von der konservativen Partido Popular (PP) gebildet wurde und das Kabinett González IV ablöste.
Aus den vorausgegangenen Wahlen zum Congreso de los Diputados am 3. März 1996 ging die PP von Aznar mit 38,8 Prozent der Wählerstimmen als Sieger hervor, verpasste mit 156 der 350 Abgeordneten jedoch die absolute Mehrheit. Die bislang regierende Partido Socialista Obrero Español (PSOE) von Felipe González wurde mit 37,6 Prozent und 141 Abgeordneten nur noch zweitstärkste Kraft, während auf die Drittplatzierte Izquierda Unida (IU) von Julio Anguita 10,5 Prozent und 21 Mandate entfielen. Die Convergència i Unió (CiU) von Joaquim Molins wurde mit 4,6 Prozent und 16 Mandaten viertstärkste Kraft im Parlament.
Am 4. Mai 1996 bestätigte der Congreso de los Diputados Aznar als Ministerpräsident, womit die mehr als dreizehnjährige Amtszeit von Felipe González endete. Am 5. Mai 1996 wurde der neue Ministerpräsident von König Juan Carlos I. Suárez vor dem Palacio de la Zarzuela vereidigt. Am 6. Mai 1996 veröffentlichte der Boletín Oficial del Estado die Zusammensetzung der neuen Regierung, die am 20. Januar 1999, 30. April 1999 und 21. Februar 2000 umgebildet wurde. 
Nachdem die PP auch aus den Wahlen vom 11. März 2000 als Siegerin hervorging, bildete Aznar am 27. April 2000 das Kabinett Aznar II.

## Mitglieder des Kabinetts

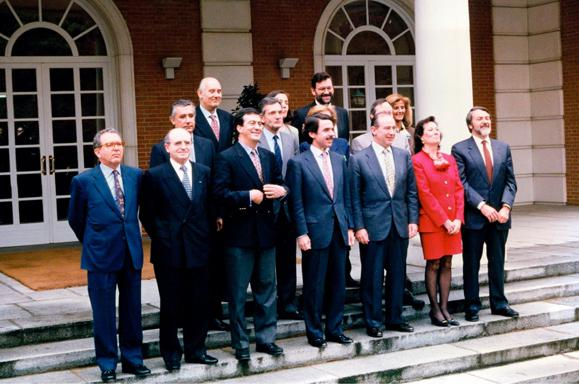
Das Kabinett Aznar I nach der Bildung am 7. Mai 1996

| Amt | Amtsinhaber                                        | Beginn der Amtszeit                          | Ende der Amtszeit                               |
| --- | -------------------------------------------------- | -------------------------------------------- | ----------------------------------------------- |
| Ministerpräsident | José María Aznar                                   | 5. Mai 1996                                  | 27. April 2000                                  |
| Erster Vize-Ministerpräsident Minister beim Ministerpräsidenten                                                             | Francisco Álvarez-Cascos                           | 6. Mai 1996                                  | 27. April 2000                                  |
| Zweiter Vize-Ministerpräsident Minister für Wirtschaft und Finanzen                                                         | Rodrigo Rato                                       | 6. Mai 1996                                  | 27. April 2000                                  |
| Außenminister | Abel Matutes                                       | 6. Mai 1996                                  | 27. April 2000                                  |
| Verteidigungsminister | Eduardo Serra Rexach                               | 6. Mai 1996                                  | 27. April 2000                                  |
| Innenminister | Jaime Mayor Oreja                                  | 6. Mai 1996                                  | 27. April 2000                                  |
| Justizministerin | Margarita Mariscal de Gante                        | 6. Mai 1996                                  | 27. April 2000                                  |
| Minister für Arbeit und soziale Sicherheit                                                                                  | Javier Arenas Manuel Pimentel Juan Carlos Aparicio | 6. Mai 1996 20. Januar 1999 21. Februar 2000 | 20. Januar 1999 19. Februar 2000 27. April 2000 |
| Ministerin für Gesundheit und Verbraucher                                                                                   | José Manuel Romay Beccaría                         | 6. Mai 1996                                  | 27. April 2000                                  |
| Entwicklungsminister | Rafael Arias-Salgado                               | 6. Mai 1996                                  | 27. April 2000                                  |
| Minister für Industrie, Energie und Tourismus                                                                               | Josep Piqué i Camps                                | 6. Mai 1996                                  | 27. April 2000                                  |
| Ministerin für Landwirtschaft, Fischerei und Ernährung 30. April 1999: Minister für Landwirtschaft, Fischerei und Ernährung | Loyola de Palacio Jesús Posada Moreno              | 6. Mai 1996 30. April 1999                   | 30. April 1999 27. April 2000                   |
| Umweltministerin | Isabel Tocino                                      | 6. Mai 1996                                  | 27. April 2000                                  |
| Ministerin für Bildung und Kultur 20. Januar 1999: Minister für Bildung und Wissenschaft                                    | Esperanza Aguirre Mariano Rajoy                    | 6. Mai 1996 20. Januar 1999                  | 20. Januar 1999 27. April 2000                  |
| Minister für öffentliche Verwaltung                                                                                         | Mariano Rajoy Ángel Acebes                         | 6. Mai 1996 20. Januar 1999                  | 20. Januar 1999 27. April 2000                  |